# 小莕菜
小莕菜为睡菜科莕菜属下的一个种。

## 註解
1. ↑  「莕」，拼音：，注音：，音同「杏」

## 扩展阅读
- 維基物種上的相關：小莕菜